# Oskar Kulling
Oskar Kulling, född 13 september 1898 i Lindärva socken i Västergötland, död 21 april 1988 i Bromma i Uppland, var en svensk geolog. Han var son till kyrkoherde Ludvig Kulling och Clara Kulling, född Wallgren. Oskar Kulling var näst äldst i en syskonskara på sex barn. Han tog studenten vid Skara Läroverk.
Kulling läste geologi på Stockholms Högskola och disputerade 1933. Han blev sedan docent vid Stockholms Högskola och var anställd som 1:e statsgeolog vid Sveriges geologiska undersökning. Han är kanske mest känd för sina tidiga arbeten om berggrunden i de svenska fjällen. Hand deltog i den dansk-svenska expeditionen till Grönland 1929 under ledning av Lauge Koch.